# El Segundo
El Segundo ist eine Stadt an der Santa Monica Bay im Los Angeles County im US-Bundesstaat Kalifornien, direkt südlich des Flughafens Los Angeles International Airport. Sie hat eine Fläche von 28 Quadratkilometern (davon 14,35 Landfläche). Das U.S. Census Bureau hat bei der Volkszählung 2020 eine Einwohnerzahl von 17.272 ermittelt.
Der spanische Name bedeutet „der Zweite“ und geht darauf zurück, dass hier 1911 die zweite Ölförderstation Shells für Kalifornien gebaut wurde.

## Demographie
El Segundo wird überwiegend von Weißen bewohnt. Laut der Volkszählung 2000 waren 77,6 % der damals 19.970 Einwohner weiß. Die häufigsten genannten Abstammungen sind deutsch (13,5 %) gefolgt von irisch (11,5 %). 12,4 % der Einwohner wurden außerhalb der Vereinigten Staaten geboren.
Das Medianeinkommen betrug 83.925 US-Dollar. 40,8 % der in El Segundo lebenden Personen verfügen über einen Universitätsabschluss, der ein zumindest vierjähriges Studium voraussetzt. Über die Hälfte der Einwohner leben in angemieteten Räumlichkeiten.

## Wirtschaft
In El Segundo befinden sich Werke mehrerer großer Luft- und Raum-fahrt-hersteller, unter anderem von Boeing, RTX Corporation, Lockheed Martin, Northrop Grumman, Aerojet Rocketdyne und The Aerospace Corporation, die hier ihren Sitz hat. In El Segundo haben außerdem die Los Angeles Air Force Base und das Space and Missile Systems Center (SMC), das für die Beschaffung von Weltraumausrüstung für das Militär zuständig ist, ihren Sitz.
Des Weiteren gibt es hier eine Ölraffinerie von Chevron, ein Elektrizitätswerk und daran angrenzend eine große Wasseraufbereitungsanlage, die Hyperion sewage treatment plant. Auch Mattel hat in El Segundo seinen Hauptsitz, des Weiteren befindet sich hier die Nordamerika-Zentrale des australischen Unternehmens Globe Shoes. Der Sitz des hier gegründeten IT-Beratungs- und -Dienstleistungsunternehmens Computer Sciences Corporation wurde dagegen Anfang 2008 von El Segundo nach Falls Church in Virginia verlegt. Zudem hat der Satellitenfernsehanbieter DirecTV seinen Hauptsitz am Imperial Highway.
2018 verlegte die Los Angeles Times ihren Sitz nach El Segundo.

## Fauna
Der kleine nach dem Ort benannte Schmetterling El Segundo Blue, auf Deutsch in etwa ‚El-Segundo-Bläuling‘ wurde 1975 entdeckt und bereits ein Jahr später unter Artenschutz gestellt. Er lebt in Symbiose zum ‚Küstenbuchweizen‘.

## Persönlichkeiten
- Tim Hovland (* 1959), Volleyball- und Beachvolleyballspieler
- Gary Vinson (1936–1984), Schauspieler